# 日本の冬季オリンピック銀メダル
日本の冬季オリンピック銀メダル（にほんのとうきオリンピックきんメダル）
冬季オリンピックにおける日本代表が獲得した銀メダルの受賞者一覧

## 日本の冬季オリンピック銀メダリスト一覧
| 順 | メダル獲得者                                                                 | 大会                         | 競技・種目                             | 出身地   |
| -- | ---------------------------------------------------------------------------- | ---------------------------- | -------------------------------------- | -------- |
| 1  | 猪谷千春                                                                     | 1956年コルティナダンペッツォ | アルペンスキー男子回転                 | 群馬県   |
| 2  | 金野昭次                                                                     | 1972年札幌                   | スキージャンプ70m級                    | 北海道   |
| 3  | 八木弘和                                                                     | 1980年レークプラシッド       | スキージャンプ70m級                    | 北海道   |
| 4  | 北沢欣浩                                                                     | 1984年サラエボ               | スピードスケート男子500m               | 北海道   |
| 5  | 黒岩敏幸                                                                     | 1992年アルベールビル         | スピードスケート男子500m               | 群馬県   |
| 6  | 伊藤みどり                                                                   | 1992年アルベールビル         | フィギュアスケート女子シングル         | 愛知県   |
| 7  | 河野孝典                                                                     | 1994年リレハンメル           | スキーノルディック複合個人             | 長野県   |
| 8  | 西方仁也 岡部孝信 葛西紀明 原田雅彦                                          | 1994年リレハンメル           | スキージャンプラージヒル団体           |          |
| 9  | 船木和喜                                                                     | 1998年長野                   | スキージャンプノーマルヒル個人         | 北海道   |
| 10 | 清水宏保                                                                     | 2002年ソルトレイクシティ     | スピードスケート男子500m               | 北海道   |
| 11 | 長島圭一郎                                                                   | 2010年バンクーバー           | スピードスケート男子500m               | 北海道   |
| 12 | 浅田真央                                                                     | 2010年バンクーバー           | フィギュアスケート女子シングル         | 愛知県   |
| 13 | 小平奈緒 田畑真紀 穂積雅子                                                   | 2010年バンクーバー           | スピードスケート女子団体パシュート     |          |
| 14 | 平野歩夢                                                                     | 2014年ソチ                   | スノーボード男子ハーフパイプ           | 新潟県   |
| 15 | 渡部暁斗                                                                     | 2014年ソチ                   | スキーノルディック複合個人ノーマルヒル | 長野県   |
| 16 | 葛西紀明(2)                                                                  | 2014年ソチ                   | スキージャンプ男子ラージヒル個人       | 北海道   |
| 17 | 竹内智香                                                                     | 2014年ソチ                   | スノーボード女子パラレル大回転         | 北海道   |
| 18 | 髙木美帆                                                                     | 2018年平昌                   | スピードスケート女子1500m              | 北海道   |
| 19 | 平野歩夢(2)                                                                  | 2018年平昌                   | スノーボード男子ハーフパイプ           | 新潟県   |
| 20 | 渡部暁斗(2)                                                                  | 2018年平昌                   | スキーノルディック複合個人ノーマルヒル | 長野県   |
| 21 | 小平奈緒(2)                                                                  | 2018年平昌                   | スピードスケート女子1000m              | 長野県   |
| 22 | 宇野昌磨                                                                     | 2018年平昌                   | フィギュアスケート男子シングル         | 愛知県   |
| 23 | 髙木美帆(2)                                                                  | 2022年北京                   | スピードスケート女子1500m              | 北海道   |
| 24 | 宇野昌磨(2) 小松原美里 小松原尊 三浦璃来 木原龍一 樋口新葉 鍵山優真 坂本花織 | 2022年北京                   | フィギュアスケート団体                 |          |
| 25 | 鍵山優真(2)                                                                  | 2022年北京                   | フィギュアスケート男子シングル         | 神奈川県 |
| 26 | 小林陵侑                                                                     | 2022年北京                   | スキージャンプ男子ラージヒル個人       | 岩手県   |
| 27 | 髙木美帆(3)                                                                  | 2022年北京                   | スピードスケート女子500m               | 北海道   |
| 28 | 佐藤綾乃 髙木美帆(4) 髙木菜那                                                | 2022年北京                   | スピードスケート女子団体パシュート     |          |
| 29 | 日本                                                                         | 2022年北京                   | カーリング女子                         |          |